# Kloušov
Kloušov je malá vesnice, část obce Merklín v okrese Plzeň-jih v Plzeňském kraji. Nachází se asi dva kilometry jihozápadně od Merklína. Prochází zde silnice II/183. Je zde evidováno 47 adres. V roce 2011 zde trvale žilo 67 obyvatel.
Kloušov je také název katastrálního území o rozloze 3,06 km². V katastrálním území Kloušov leží i Lhota.

## Historie
První písemná zmínka o vesnici pochází z roku 1373.

## Obyvatelstvo
| Rok            | 1869 | 1880 | 1890 | 1900 | 1910 | 1921 | 1930 | 1950 | 1961 | 1970 | 1980 | 1991 | 2001 | 2011 | 2021 |
| -------------- | ---- | ---- | ---- | ---- | ---- | ---- | ---- | ---- | ---- | ---- | ---- | ---- | ---- | ---- | ---- |
| Počet obyvatel | 197  | 205  | 241  | 289  | 310  | 276  | 268  | 174  | 169  | 137  | 118  | 122  | 78   | 67   | 73   |
| Počet domů     | 26   | 29   | 31   | 37   | 42   | 43   | 51   | 49   | 49   | 42   | 35   | 61   | 42   | 42   | 43   |

## Obecní správa
Při sčítání lidu v letech 1850–1959 Kloušov byl samostatnou obcí, se kterým patřil nejprve do okresu Přeštice, ale v roce 1950 v okrese Stod. Od roku 1960 je částí obce Merklín v okrese Plzeň-jih. V letech 1850–1959 k obci patřila Lhota.

## Galerie

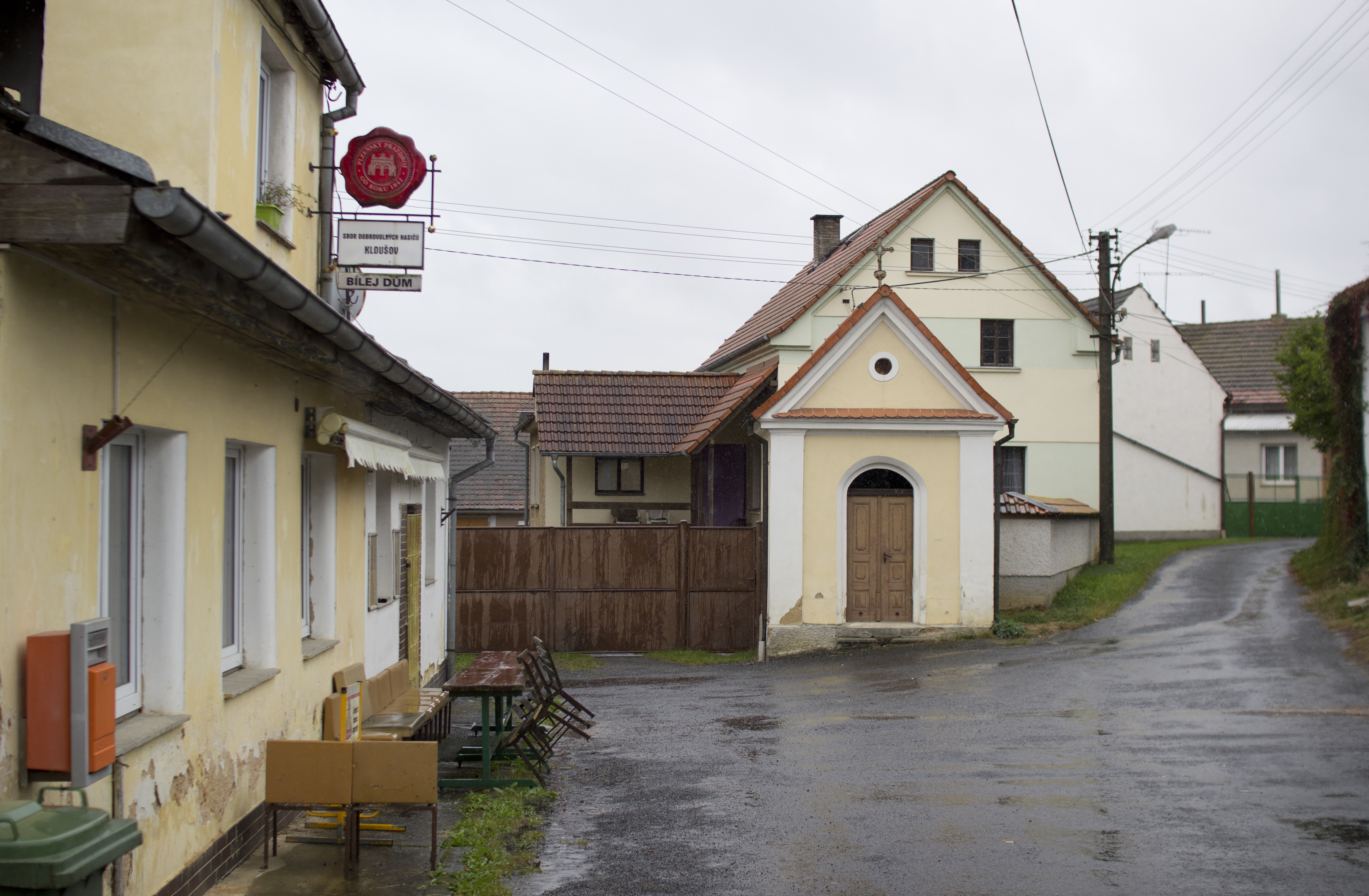
centrum s kaplí
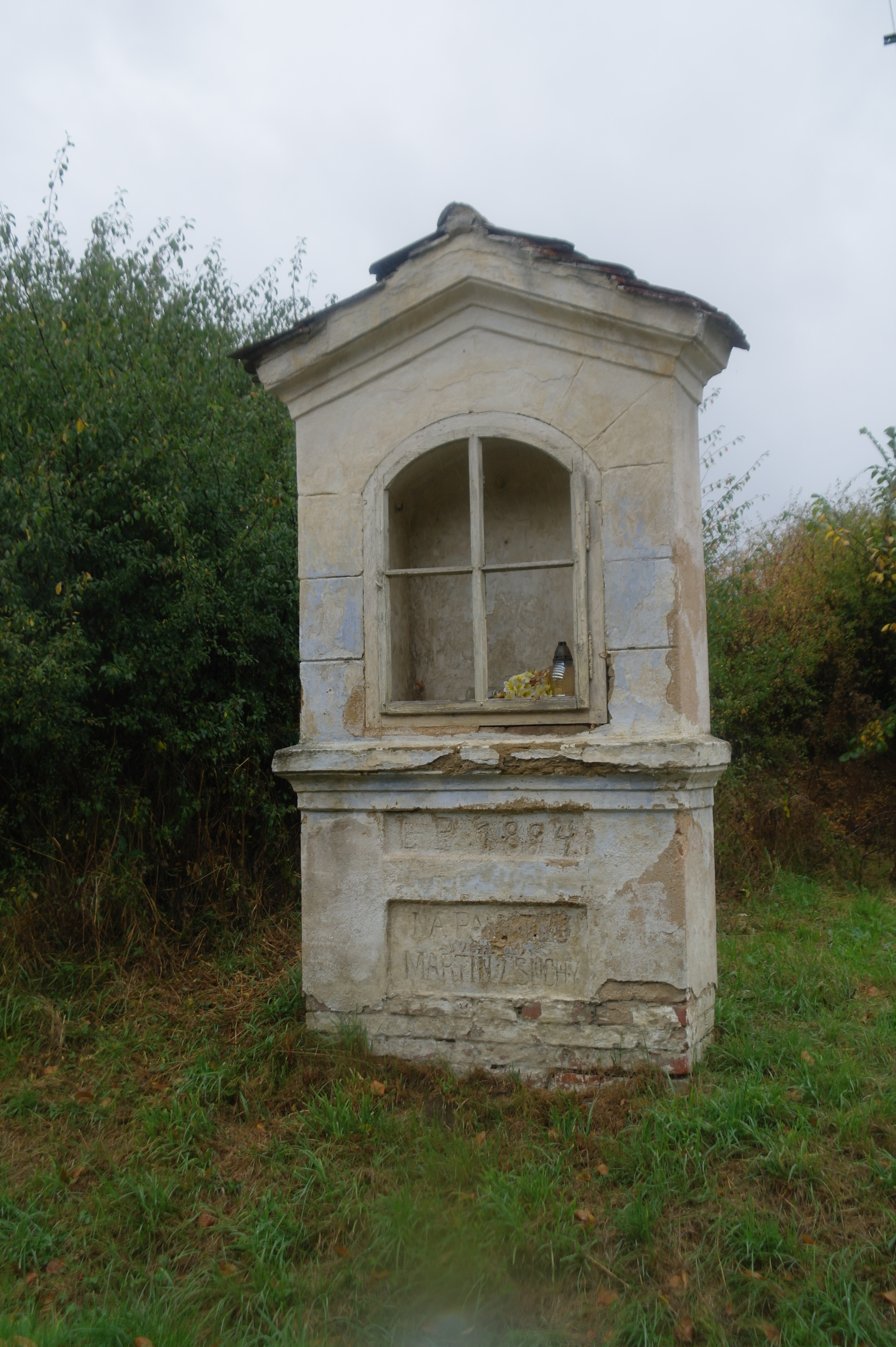
kaplička u křižovatky
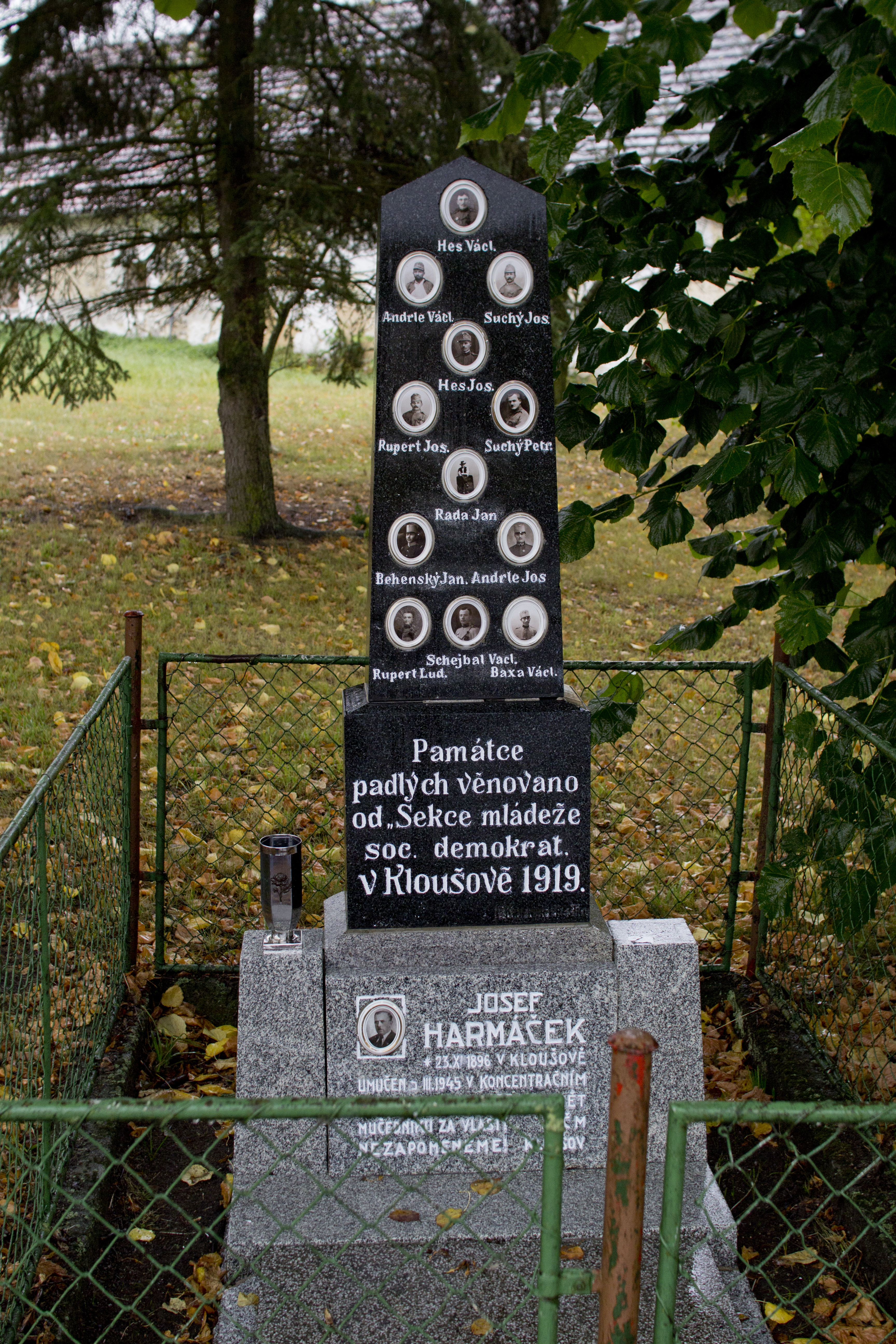
pomník padlým
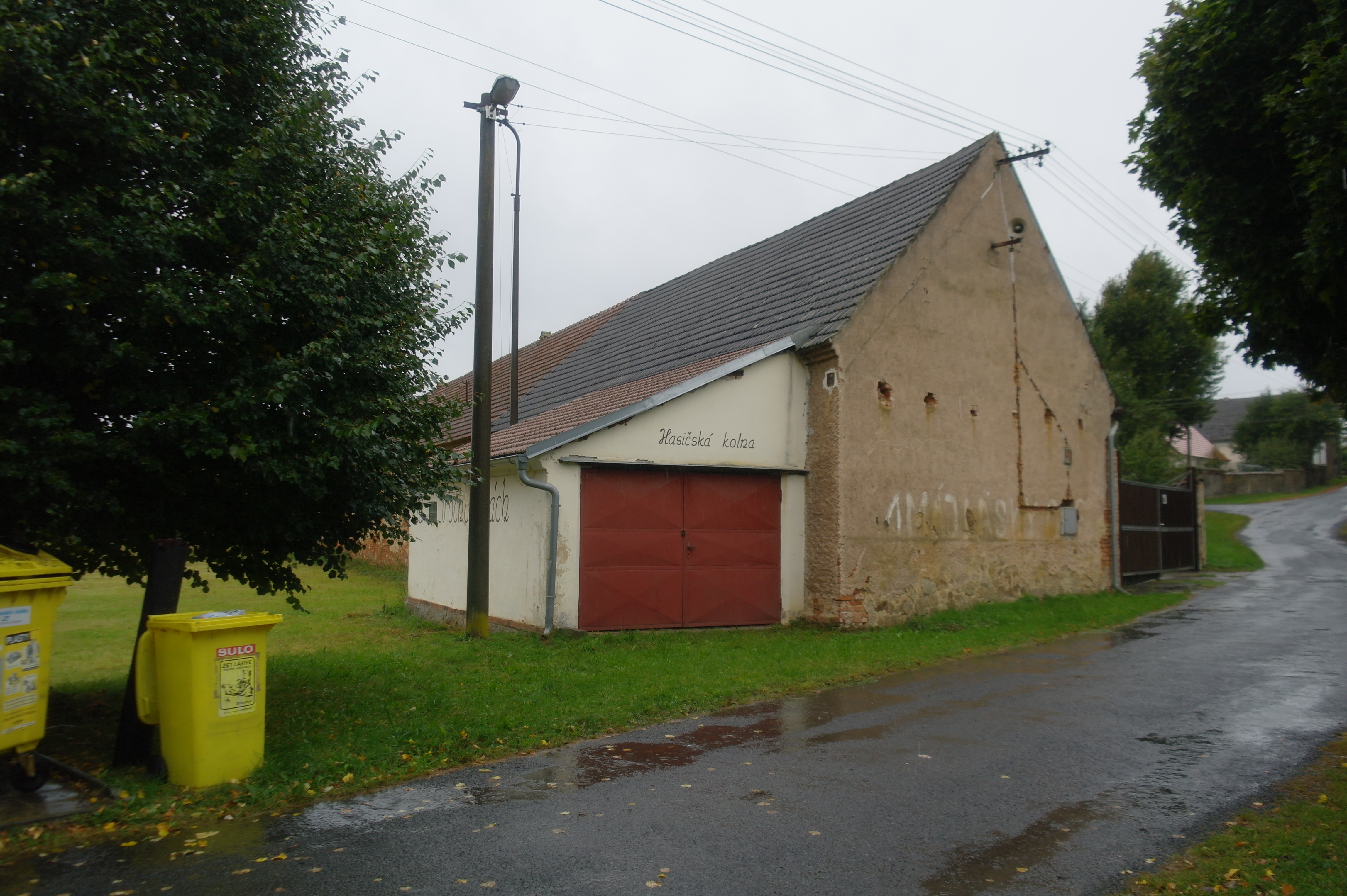
hasičská zbrojnice